# Бак Нињ (покрајина)
Бак Нин (виј. Bac Ninh) је једна од 58 покрајина Вијетнама. Налази се у региону Делта Црвене реке. Заузима површину од 823,1 km². Према попису становништва из 2009. у покрајини је живело 1.024.472 становника. Главни град је Bắc Ninh.